# Gary Taylor-Fletcher
Gary Taylor-Fletcher (ur. 4 czerwca 1981 w Liverpoolu) – angielski piłkarz grający na pozycji napastnika.

## Kariera
Karierę piłkarską Taylor-Fletcher zaczął w Northwich Victoria, gdzie w latach 1999–2001 rozegrał 43 spotkania i strzelił 11 goli. Z tego klubu w 2001 roku został wypożyczony do Hull City. W tym samym roku Taylor-Fletcher podpisał kontrakt z Leyton Orient. W ciągu dwóch lat gry w tym klubie piłkarz rozegrał 21 spotkań i zdobył jednego gola. Z tego klubu był wypożyczony do Grays Athletic i Dagenham & Redbridge.
Następnym klubem w karierze Taylora-Fletchera był Lincoln City, do którego trafił w 2003 roku. Przez dwa lata gry w tym klubie Taylor-Fletcher strzelił 30 goli w 90 spotkaniach. W 2005 roku Taylor-Fletcher przeniósł się do Huddersfield Town. Tam był jednym z podstawowych piłkarzy tego zespołu, a w ataku grał m.in. z Pawłem Abbottem i Andy Boothem. W 82 spotkaniach rozegranych w tym klubie Taylor-Fletcher strzelił 21 goli.
Od 2007 roku Taylor-Fletcher jest zawodnikiem Blackpool. W sezonie 2009/2010 awansował z tym klubem do Premier League. W najwyższej klasie rozgrywek w Anglii Taylor-Fletcher rozegrał 22 spotkania i strzelił 5 goli.